# Motte de la Jacquille
La Motte de la Jacquille est un tumulus daté du Néolithique situé sur la commune de Fontenille dans le département de la Charente, en France.

## Historique
Le monument est mentionné pour la première fois par l'abbé Michon en 1848 puis par F. Marvaud en 1862, Trémaud de Rochebrune en 1865. Il est étudié par Auguste-François Lièvre en 1881 et Claude Burnez en 1976. Il a été exploité comme carrière et a subi de nombreuses fouilles clandestines en 1914, 1923, 1960, 1978-1979. Il fait l'objet d'une première fouille archéologique limitée en 1982-1983, dirigée par E. Gauron, puis d'une seconde plus complète en 2014 dirigée par Vincent Ard.
La Motte de la Jacquille a été inscrit au titre des monuments historiques par arrêté du 22 avril 1991, puis classé par arrêté du 11 décembre 2015.

## Architecture
La Motte de la Jacquille fut édifié sur une petite hauteur à 112 m d'altitude dominant les alentours et d'où on peut apercevoir les tumuli de Tusson à l'ouest et celui de la Folatière au sud. C'est un grand tumulus circulaire de 31 m de diamètre et 2,8 m de hauteur. Il comporte deux murs de parement concentriques.
La chambre funéraire mesure 4,20 m de long sur 2,20 m de large. Elle est de forme quasiment rectangulaire, orientée nord-ouest/sud-est. La chambre est délimitée par onze orthostates bouchardés, dont la hauteur varie entre 1,90 m et 2,25 m. Les dalles ont été dressées dans un rainure creusée dans le sol naturel. Selon Emmanuel Mens, plusieurs dalles constituent des réemplois d'un autre monument qui fut démantelé. Les parois nord et est sont adossées à des murets de pierres sèches soigneusement équarries. La hauteur sous dalle devait être d'environ 1,80 m mais la table de couverture qui la recouvrait a disparu. Divers blocs gisant épars autour de la chambre pourraient correspondre à la table d'origine après sa destruction par des pilleurs. Des traces de dallage au sol ont été mises en évidence.
La paroi sud de la chambre comportait une ouverture taillée dans deux dalles juxtaposées dont il ne subsiste que la partie supérieure. Cette ouverture (1 m sur 0,90 m) était, côté couloir, fermée par une porte constituée d'une dalle de 1,10 m de hauteur, 0,85 m de largeur et 7 cm d'épaisseur. Cette porte comporte des gonds tronconiques sculptés, un en haut et un en bas, celui du bas venant pivoter dans une crapaudine (16 cm de diamètre) creusée à l'extrémité de la dalle de seuil (0,92 m de long sur 0,40 m de large et 15 cm d'épaisseur). Un dispositif similaire devait exister dans un linteau supérieur ou une dalle de couverture mais il n'a pas été retrouvé. Il s'agit là de la plus ancienne porte en pierre connue en France à ce jour. La dalle visible sur place est une copie de l'originale conservée au musée d'Angoulême.
L'extrémité du couloir côté chambre est marquée par deux orthostates. Le couloir est coudé et s'oriente vers le sud-est. Il est délimité par des murets en pierres sèches, avec inclusion d'orthostates, sur environ 11 m de longueur (pour 1,10 m de largeur et 1,40 m de hauteur) jusqu'au mur de parement extérieur. Il était recouvert de dalles en pierre, dont deux ont été retrouvées. L'entrée du couloir était masquée par un muret se confondant avec le mur de parement (comme à la Petite-Pérotte).

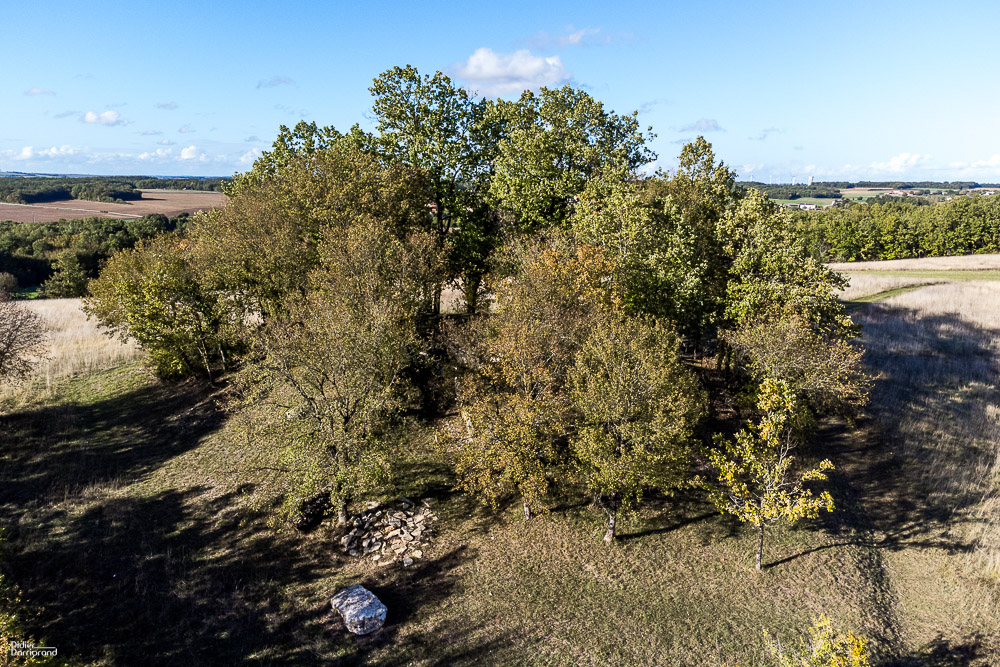
Vue d'ensemble
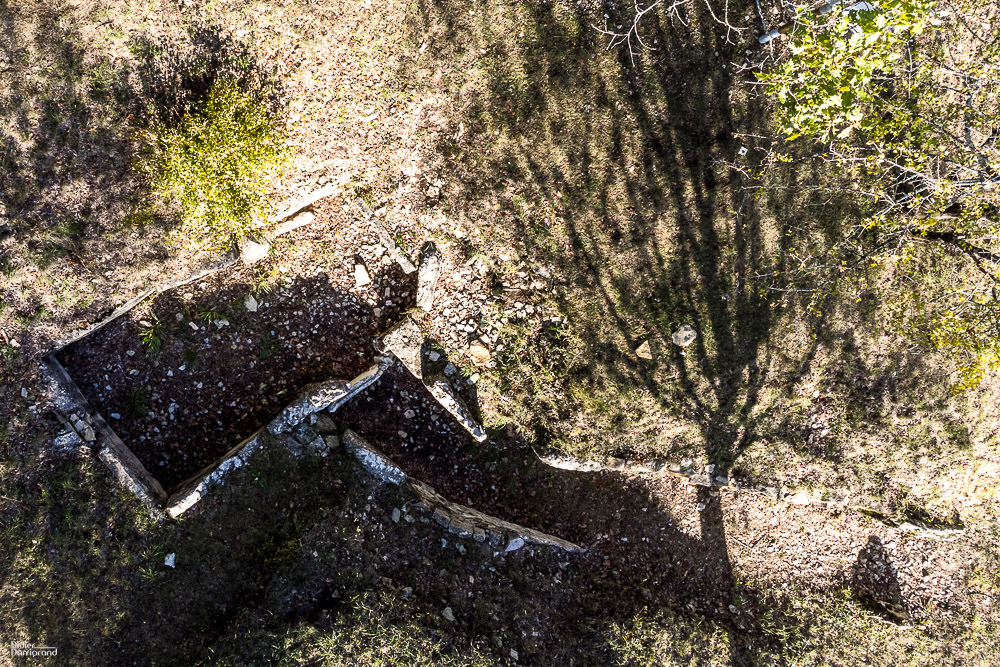
Vue aérienne du couloir d'accès et de la chambre mortuaire
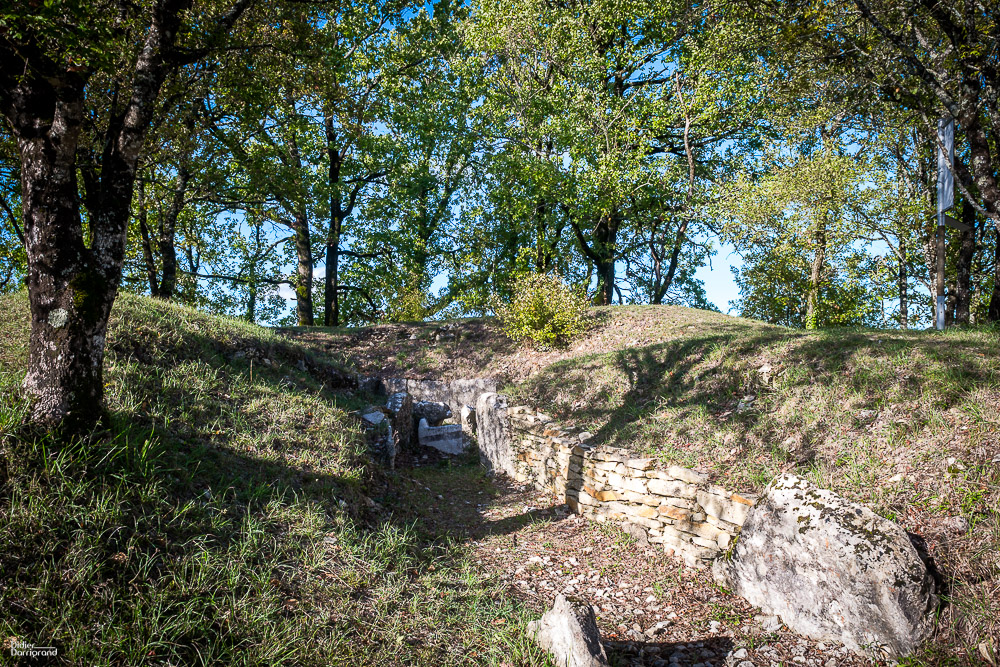
Entrée du couloir d'accès

## Matériel archéologique
Les ossements humains retrouvés ont été attribués à seize adultes et huit enfants.
Les tessons de céramique correspondent à deux types de céramique : une première, épaisse, de couleur brune ou rougeâtre à gros dégraissant et une seconde, de couleur noire, fine, à décor incisé de lignes incisées et de chevrons. L’outillage lithique découvert comprend trois armatures de flèches tranchantes, dix armatures perçantes, un petit couteau, des éléments de grattoirs et dix-sept autres silex. Un petit outillage en os (trois poinçons) a aussi été retrouvé. Les éléments de parure se composent de perles (une en os, trois en calcite et une en purpura lapillus).
Les armatures de flèches tranchantes sont caractéristiques du Néolithique moyen régional mais la céramique, attribuée à la période artenacienne, indique une réutilisation du monument au Néolithique final.